# Alix von Cotta
Marie Luise Alix von Cotta (* 27. Januar 1842 in Braunschweig; † 1931 in Brunkensen) war eine deutsche Lehrerin und Schulleiterin einer Mädchenschule. Ende des 19. Jahrhunderts setzte sie sich besonders für die Bildung von Mädchen und jungen Frauen ein.

## Leben und Werk
Ihre Eltern waren der Geologe Bernhard von Cotta und dessen Ehefrau Isa, geb. von Orges (* 17. März 1818 in Braunschweig; † 1. Juni 1902 in Brunkensen). Sie hatte die beiden Geschwister Ellen (1846–1882, 1876 Heirat mit Gustav von Görtz-Wrisberg) und Ilse (* 1859).
Von Cotta sprach mehrere Sprachen, darunter Englisch. Sie wurde u. a. auf dem britischen Newnham College in Cambridge, bis heute ein reines Frauen-College, ausgebildet. Eine ihrer Mitschülerinnen war Penelope Lawrence (1856–1932), mit der sie eine lebenslange Freundschaft verband. Die über 60 Jahre gehende Korrespondenz zwischen von Cotta und Lawrence befindet sich heute in den britischen National Archives. Nachdem von Cotta Newnham verlassen hatte, ging sie an das Frauen-College Bedford College nach London, um dort zu unterrichten. Nach einigen Jahren kehrte sie nach Deutschland zurück und schrieb dort über ihre Erfahrungen bei der Ausbildung von Frauen. Kronprinzessin Victoria soll auf Grundlage dieser Schriften und persönlicher Bekanntschaft mit von Cotta entschieden haben, dass Alix von Cotta die neue Leiterin des Berliner Victoria-Lyzeums werden solle.

## Victoria-Lyzeum Berlin

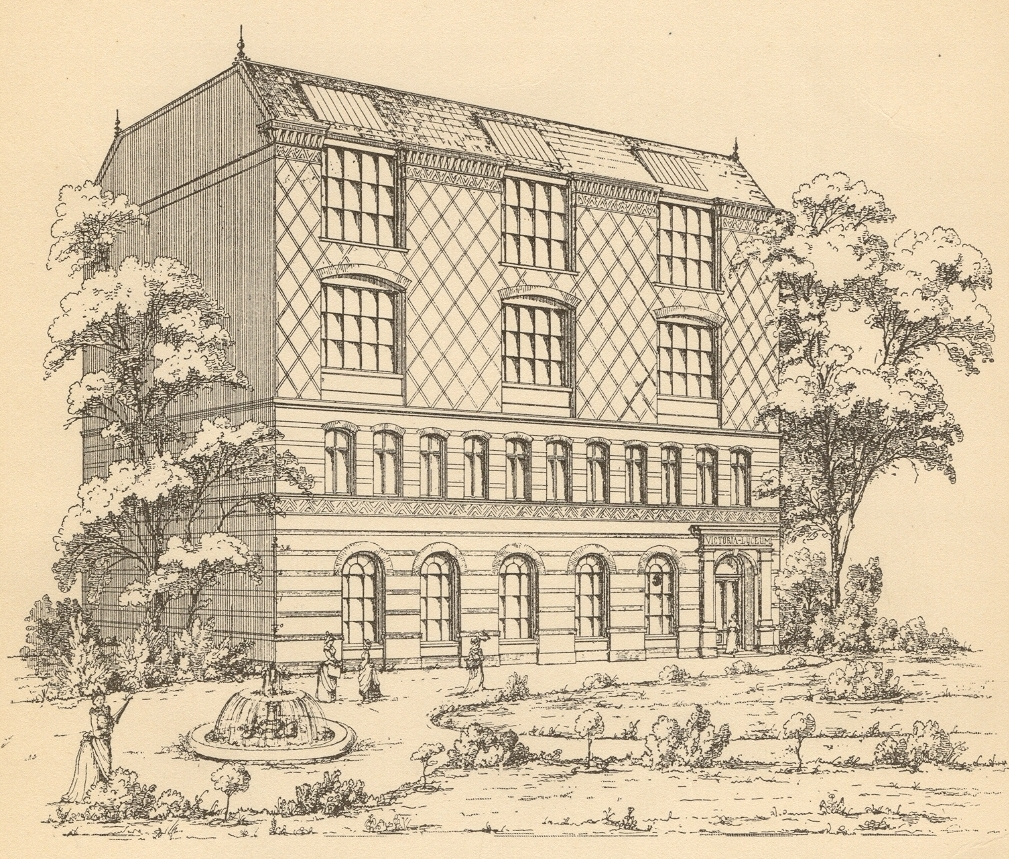
Das Lyzeum befand sich im Erdgeschoss und der 1. Etage. In der obersten Etage war der Verein der Berliner Künstlerinnen untergebracht.

Die Schottin Georgiana Archer hatte das Victoria-Lyzeum, eine Höhere Mädchenschule, 1869 gegründet und leitete es bis zu ihrem Tod im November 1882. Nach Archers Tod wurde von Cotta zu ihrer Nachfolgerin bestimmt. Sie erweiterte und intensivierte das Ausbildungsprogramm deutlich. 1893 veröffentlichte von Cotta eine Denkschrift zum 25-jährigen Bestehen der Schule.